# 숙비 소씨
숙비 소씨(淑妃 蕭氏, ?~655년)는 당나라 고종의 후궁이다. 고종의 총애를 받았으나, 측천무후에 의해 살해당했다.
가족관계
남편:당 고종 이치
아들:옹왕 이소절
딸:의양공주
딸:선성공주